# Каламарија
Каламарија (грч. Καλαμαριά) је градско насеље и највеће предграђе града Солуна. Каламарија припада округу Солун у оквиру периферије Средишња Македонија, где чини засебну општину.
Према неким изворима Каламарија је добила име по Мари Бранковић, ћерки српског деспота Ђурађа Бранковића и супрузи османског султана Мурата II.

## Положај
Налази се јужно од управних граница Солуна. Удаљеност између средишта ова два насеља је око 10 км. Будући да се налази на обали Солунског залива и даље од највеће градске вреве у односу на друга солунска предграђа Каламарија је постала место за одмор Солунаца, а у последње време и страних туриста у Грчкој.

## Становништво
Каламарија је подигнута после 1922. године насељавањем грчких избеглица. Први пут се помиње на попису из 1940. године са 10.359 становника.
Кретање броја становника по пописима:
| 1981.  | 1991.  | 2001.  | 2011.  | 2021.  |
| ------ | ------ | ------ | ------ | ------ |
| 51.676 | 80.698 | 87.255 | 91.279 | 92.248 |

## Партнерски градови
- Солна
- Клирвотер
- Димитровград
- Пафос
- Липтовски Микулаш
- Саранда